# Mead (Nebraska)
Mead és una població dels Estats Units a l'estat de Nebraska. Segons el cens del 2000 tenia 564 habitants.

## Demografia
Segons el cens del 2000, Mead tenia 564 habitants, 203 habitatges, i 156 famílies. La densitat de població era de 680,5 habitants per km².
Dels 203 habitatges en un 36,5% hi vivien nens de menys de 18 anys, en un 64% hi vivien parelles casades, en un 8,9% dones solteres, i en un 22,7% no eren unitats familiars. En el 16,3% dels habitatges hi vivien persones soles el 7,9% de les quals corresponia a persones de 65 anys o més que vivien soles. El nombre mitjà de persones vivint en cada habitatge era de 2,78 i el nombre mitjà de persones que vivien en cada família era de 3,11.
Per edats la població es repartia de la següent manera: un 28,4% tenia menys de 18 anys, un 9% entre 18 i 24, un 32,3% entre 25 i 44, un 19,3% de 45 a 60 i un 11% 65 anys o més.
L'edat mediana era de 34 anys. Per cada 100 dones de 18 o més anys hi havia 98 homes.
La renda mediana per habitatge era de 51.339 $ i la renda mediana per família de 51.354 $. Els homes tenien una renda mediana de 35.357 $ mentre que les dones 21.806 $. La renda per capita de la població era de 17.654 $. Aproximadament l'1,2% de les famílies i el 2,7% de la població estaven per davall del llindar de pobresa.

## Poblacions més properes
El següent diagrama mostra les poblacions més properes.